# Jean-François Savornin
Jean-François Savornin, né à Toulouse le 22 octobre 1943, est un peintre, inventeur du mouvement de l'héliquadrisme.
L'Héliquadrisme consiste à peindre des tableaux par deux, de façon que ces tableaux soient différents mais dans le même thème. Les tableaux ne deviennent qu'un en les rapprochant. Toutefois, le peintre imagine son œuvre de façon que (quels que soient les côtés par lesquels on va assembler ces tableaux) le motif ait un sens et soit différent de l'assemblage précédent, et ce, pour les quatre côtés du tableau.
Découvrez ses œuvres et son histoire sur : https://jfsavornin.com/
|  |  |

## Biographie
Jean-François Savornin est né le 22 octobre 1943 à Toulouse.
C’est en 1959 que démarre la passion artistique de Jean François Savornin à l’école des Beaux Arts de Toulon où il va étudier pendant 3 ans notamment la céramique (il obtient en 1960 le premier prix).
Avec son professeur et un autre élève, il fabrique des objets, vases, pots en terre brute d’Aubagne et dont on apprendra plus tard qu'ils étaient destinés à l'atelier de céramique de Picasso, pour que celui-ci en fasse la décoration.

### De 1967 à 1975
Après ses études et le service militaire Jean François Savornin réside à Monaco ou il travaille à la SBM, Casino de Monte-Carlo au Black-Jack en tant qu’animateur de 1967 à 1972 et il participe à la création du St-Louis-Club, la discothèque mythique de Monaco, en tant que DJ., et commence en parallèle une carrière d’artiste peintre.
En fait il réalise plusieurs expositions sur le thème « naïf surréaliste », style qui va l’accompagner pendant le début de sa carrière.
En 1975 il réalise « le Coq », tableau qui est aujourd’hui une œuvre reconnue sur Art Price, actuellement exposé au Rockfeller Center de New York, par l'intermédiaire de la Sté Collector's Corner.

### De 1975 à 1977
Le peintre réside à Montparnasse et continue son style naïf surréaliste.

### De 1977 à 1981
Il réside à Uzès. Et c’est en 1979 qu’il rencontre Claude Jobin, le lithographe de Picasso qui lui réalise 5 lithographies qui seront exposées à l’atelier Grapholith à Paris et à l’Atrium à Hyères.
En 1981, Jean François Savornin adopte le Lubéron qui est en fait la terre de ses ancêtres, et après avoir vécu dans la campagne, il s’établit à Lourmarin dans la rue Henri de Savornin. C’est ici au cœur de la Provence que Jean François Savornin va connaître plusieurs époques de sa vie, et de sa vie artistique.

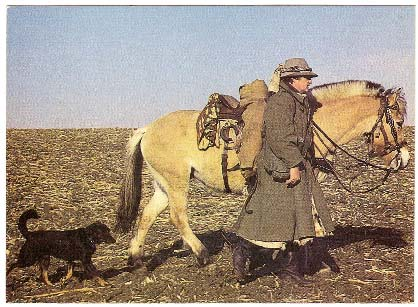
On ne peut pas vraiment comprendre Jean François sans parler de sa passion pour les chevaux.

### De 1981 à 1991
Il va dans le cadre de la célébration du Bicentenaire de la Révolution Française organiser une opération qui va s’appeler « Les Chevaux de la Liberté », où il va à 5 reprises monter à Paris depuis le Luberon en encadrant des fous de chevaux. Libre, passionné, créatif, à la recherche de l’aventure et de l’inconnu, Jean François Savornin va à la rencontre des autres et il s’enrichit de tous les contacts que ces aventures lui procurent.

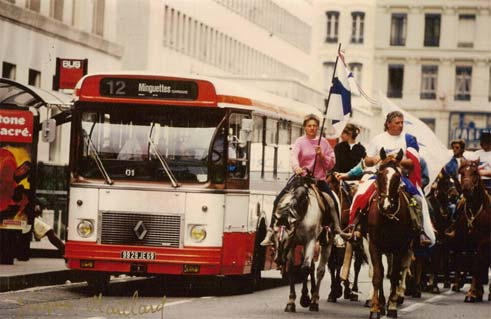
« Les Chevaux de la Liberté »

En effet en arrivant à cheval les barrières tombent et les cœurs s’ouvrent. De ces multiples rencontres Jean François va s’enrichir ce qui va influencer sa peinture. Il fait signer la Déclaration Des Droits de l'Homme à cheval par tous les maires des communes qu’il traverse et bien entendu au tout premier d’entre eux Monsieur Jacques Chirac, alors Maire de Paris.
En 1982, il commence la série des indiens qui va durer jusqu’en 1990. C’est d’ailleurs en 1982 qu’il expose la lithographie de l’Indien au Salon du Cheval de Paris, puis de Marseille.
De 1984 à 1989, Il peindra sur le Bicentenaire de la Révolution Française (tableau exposé dans la mairie de Cortona en Italie).
Dès 1990 il rencontre avec sa Muse Virginie, et commence alors une collection qui s’appelle « Les Petits Bistrots ». C’est dans celle-ci que France Boisson va puiser pour faire l’étiquette et l’affiche mondiale de sa cuvée de Beaujolais Nouveau en 1995. La télévision japonaise ASAHI réalise un documentaire sur l'artiste, qui peint 2 tableaux en direct devant la caméra.
En juin 1991, le village de Venelles en Pays d’Aix en Provence lui rend hommage en organisant à la Voute Chabaud une exposition qui reprend ses 30 ans de vie et d’œuvres.
Mais Jean François Savornin porte en lui quelque chose de fort, de riche et de mystérieux qui le pousse sans cesse à innover.
Fort de son expérience, il explore des voies nouvelles et cherche à créer un style unique.

### De 2003 à aujourd'hui
Il peint de grandes fresques de paysages surréalistes avec les doigts comme pinceaux.
En 2006, il réalise un tableau et une lithographie en hommage à Cézanne dont Aix en Provence célèbre le centenaire de sa disparition avec la grande exposition au Musée Granet.
Ce tableau sera sélectionné en commission comme affiche agréée et sera vendu à l’office du Tourisme et à l’espace Cézanne. Elle connaît encore à ce jour un grand succès.
Mais Jean François est toujours à la recherche de cette grande idée qui pourra non seulement le satisfaire mais exprimera sa richesse intérieure qu’il a su construire par un parcours de vie exceptionnel.

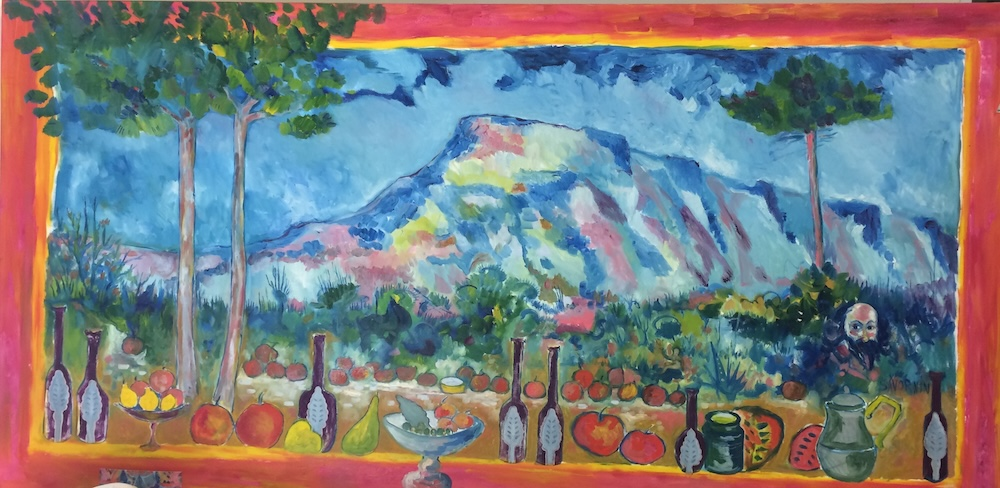
La Sainte-Victoire Jean-François Savornin, allégorie sur Paul Cézanne

Affiche officielle pour l'anniversaire des 100 ans de Paul Cézanne

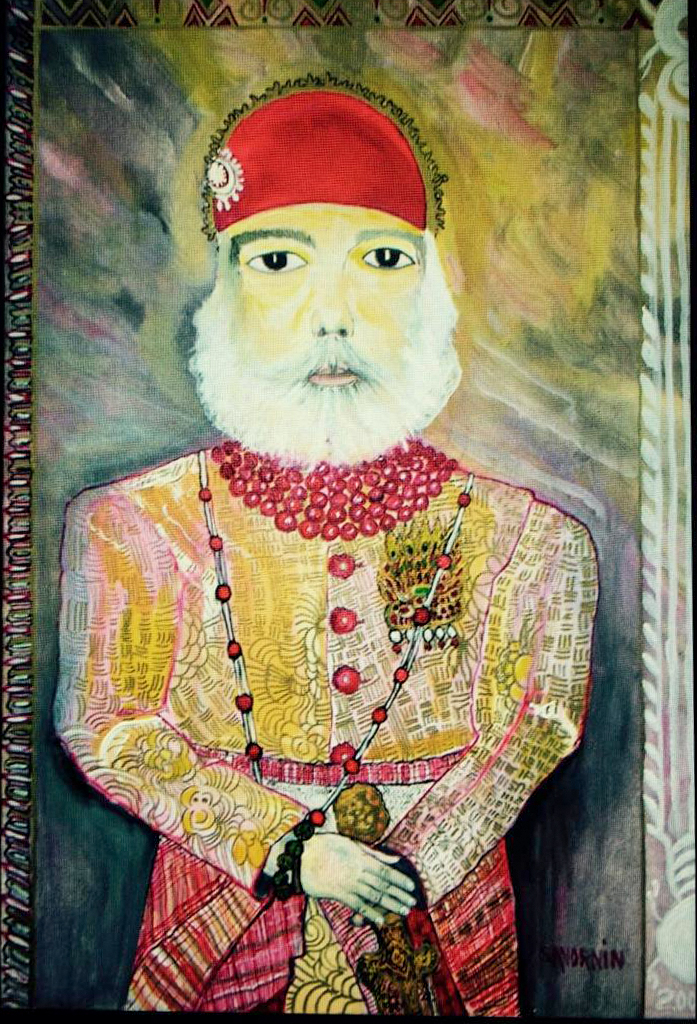
Portrait du maharana d'Udaipur. Arvind Singh Mewar. Le tableau réalisé par Jean François Savornin en novembre 2005 a intégré la collection privée du Maharana Arvind Singh Mewar en février 2006.

C’est à Lourmarin en juillet 2008 que lui vient une inspiration sublime. C’est en fait 100 ans après la création du cubisme (1908) par Picasso et Georges Braque que Jean François Savornin présente dans sa galerie de Lourmarin le premier tableau de l’Héliquadrisme. Mouvement dont il est l’inventeur.
L’Héliquadrisme consiste à peindre des tableaux par 2 de façon que ces tableaux soient différents mais dans le même thème. Les tableaux ne deviennent qu’un en les rapprochant. Toutefois le peintre imagine son œuvre de façon que, quels que soient les côtés par lesquels on va assembler ces tableaux, le motif ait un sens et soit différent de l’assemblage précédent, et ce, pour les 4 côtés du tableau.
C’est ainsi le moyen de donner au spectateur le choix de finaliser l’œuvre et de la percevoir de la façon qu’il préfère, et même d’en changer, puisque chaque assemblage va lui proposer une vision unique et différente.
2009 sera à Aix en Provence l’année Picasso. C’est pourquoi Jean François Savornin a peint à la demande de son ami Pascal Rolland de la Liquoristerie de Provence de Venelles (qui a réintroduit avec Versinthe l’absinthe en France en 1999) un hommage au cubisme en peignant son premier tableau cubiste dans l’Héliquadrisme. Déjà des écoles d’art et des peintres de toutes nations s’intéressent à ce nouveau mouvement, c’est pourquoi il y aura une exposition permanente d’avril à octobre sur l’Héliquadrisme à la Liquoristerie de Provence. De plus le peintre viendra régulièrement donner des cours sur l’Héliquadrisme et réalisera des œuvres en direct.
Une exposition se déroulera à Lourmarin à partir du 30 septembre 2017 à l’espace Albert Camus dans le cadre de « Lourmarin des Arts ». Il s’agit d’une rétrospective de l’artiste de 1960 à aujourd’hui où la majeure partie de son travail sera exposé.